# Laurent Dabiré
Laurent Birfuoré Dabiré (ur. 17 września 1965 w Dissin) – burkiński duchowny rzymskokatolicki, w latach 2013–2024 biskup Dori, arcybiskup metropolita Bobo-Dioulasso od 2025.

## Życiorys
Święcenia kapłańskie przyjął 29 grudnia 1995 i został inkardynowany do diecezji Diébougou. Pracował w diecezjalnych seminariach i na uniwersytecie w Bamako, był także wikariuszem sądowym diecezji (2005-2013) oraz pracownikiem prowincjalnego sądu kościelnego (2006-2013).
31 stycznia 2013 papież Benedykt XVI mianował go biskupem diecezji Dori. Sakry biskupiej udzielił mu 4 maja 2013 arcybiskup Séraphin Rouamba. Od czerwca 2019 jest przewodniczącym Konferencji Episkopatu Burkiny Faso i Nigru.
18 grudnia 2024 papież Franciszek mianował go arcybiskupem metropolitą Bobo-Dioulasso. Ingres odbył się 2 lutego 2025. Paliusz otrzymał z rąk papieża Leona XIV w dniu 29 czerwca 2025.